# غيرالتوتسي
غيرالتوتسي (بالإنجليزية: Giraltovce)‏ هي بلدة و municipality of Slovakia تقع في سلوفاكيا في Svidník District. يقدر عدد سكانها بـ 4,182 نسمة .

## المدن التوأمة
مدينة Ustrzyki Dolne هي مدينة توأمة لـغيرالتوتسي.